# Institut del Teatre
L'Institut du Théâtre (en catalan : Institut del Teatre), est un centre universitaire supérieur public artistique catalan, consacré à la formation, la création, la recherche, la conservation et à la diffusion du patrimoine dans le domaine du spectacle vivant, situé à Barcelone.

## Historique
Le centre s'est ouvert sous le nom de l'École Catalane d'Art Dramatique en 1913 sous la direction d'Adrià Gual avec le soutien  de la Communauté de la Catalogne et de son président Enric Prat de la Riba, ainsi que la Députation de Barcelone.

## Directeurs et directrices
- Adrià Gual i Queralt (1913-1934)
- Joan Alavedra i Segurañas (1934)
- Enric Giménez (1934-1936)
- Joan Alavedra i Segurañas (1936-1939)
- Guillem Díaz-Plaja i Contestí (1939-1970)
- Hermann Bonnín i Llinàs (1971-1981)
- Josep Montanyès i Moliner (1981-1988)
- Jordi Coca i Villalonga (1988-1992)
- Pau Monterde i Farnés (1992-2002)
- Josep Montanyès i Moliner (2002)
- Jordi Font i Cardona (2002-2014)
- Magda Puyo Bové (2015 - 2021)
- Núria Plana (2021)
- Sílvia Ferrando (2021-)

## Personnalités célèbres
- Emma Maleras (1919-2017), danseuse et chorégraphe[3]
- Maria Arnal (1987), musicienne et comédienne[4].

## Élèves célèbres
- Josep Maria Benet i Jornet (1940-2020), ⁣⁣dramaturge⁣⁣, scénariste et réalisateur;
- Lloll Bertran (1957-), actrice;
- Roger Casamajor (1976-), comédien;
- Ramon Pujol (1981-), comédien;
- Meritxell Calvo (1986-), comédienne[5];
- Rigoberta Bandini (1992-), chanteuse et actrice;
- Oriol Pla (1993-), acteur.